# Agios Konstantinos (Cipro)
Agios Konstantinos (in greco Άγιος Κωνσταντίνος?) è un comunità nel distretto di Limassol di Cipro, situato a 7 km a est di Kalo Chorio.